# ادپالی
ادپالی (به انگلیسی: Adepalli) در هند است که در کارناتاکا واقع شده‌است.